# 반합성
반합성(半合成, 영어: semisynthesis) 또는 부분화학합성(部分化學合成, 영어: partial chemical synthesis)은 천연물(예: 미생물 세포배양 또는 식물 물질)로부터 분리한 화합물을 시작 물질로 사용하여 뚜렷한 화학적, 의약적 특성을 갖는 다른 새로운 화합물을 생성하는 화학합성의 한 종류이다. 이러한 새로운 화합물은 일반적으로 단순한 시작 물질로부터 전합성에 의해 생성되는 것보다 더 고분자량이거나 복잡한 분자 구조를 갖는다. 반합성은 화학적 공정이 덜 필요하기 때문에 전합성보다 많은 의약품을 더 저렴하게 만들 수 있는 수단이다.

## 같이 보기
- 약물 발견